# 比麦尔·洛伊

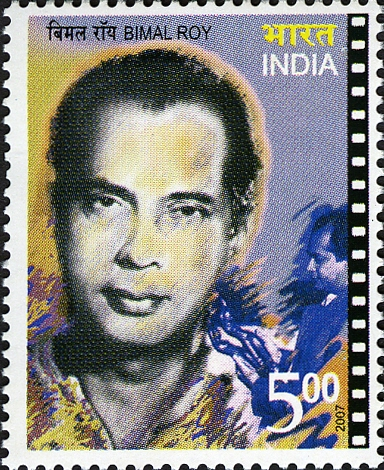
比麦尔·洛伊

比麦尔·洛伊 （1909年7月12日-1966年1月7日）是一位印度孟加拉语和印地语电影导演。 他生于一个孟加拉族家庭。他曾奪得11项印度電影觀眾獎、两项印度國家電影獎和戛纳电影节国际奖。 他後來搬到加尔各答，正式进入电影界。 